# Pedro Pablo Caballero
Pedro Pablo Caballero (Luque, 1831 (aproximadamente) - Piribebuy, 12 de agosto de 1869) fue un militar paraguayo durante la Guerra de la Triple Alianza, conocido por ser el comandante encargado de la defensa de Piribebuy durante la Campaña de las Cordilleras.

## Primeros años
Se estima que nació en la ciudad de Luque, aproximadamente en 1831 y que allí pasó sus primeros años de vida. Se casó con María Isabel Martínez, una mujer oriunda de San Juan Bautista de Ñeembucú, con la que tuvo varios hijos.

## Guerra de la Triple Alianza
Una vez iniciada la guerra desde 1864, participó en varias batallas en el frente sur. En esos años fue condecorado como caballero con la Orden Nacional del Mérito y el 3 de noviembre de 1867 luego de la batalla de Tuyutí con la medalla de plata de Tuyutí, posteriormente el 31 de julio de 1868 fue ascendido a Sargento Mayor (equivalente actual a mayor).
Sin embargo, recién en 1869 es cuando se hizo conocido por ser el principal encargado de la defensa de la ciudad de Piribebuy, labor que le fue encomendada por el mariscal Francisco Solano López, quien lo nombró comandante de la plaza de Piribebuy, motivo por el cual Caballero es recordado popularmente con el nombre de "comandante", o sea, tenía el rango de teniente coronel.

### Preparativos para la defensa
Caballero sabía que su misión era prácticamente imposible y que la posición en Piribebuy era desfavorable, ya que estaba en una zona baja rodeada de colinas más altas, pero aun así aceptó las órdenes de sus superiores y se preparó para la batalla junto con su segundo al mando, el mayor Hilario Amarilla, quien se encargó de dirigir la artillería.
Los preparativos para la batalla empezaron el 7 de agosto de 1869, Caballero contaba con 1.600 personas bajo su cargo, de los cuales la mayoría eran ancianos, mujeres y niños. Se cavaron trincheras y se ubicaron las pocas piezas de artillería que se tenía. Cuando los paraguayos se enteraron de que los aliados tomaron el poblado vecino de Valenzuela, el comandante Caballero ordenó que todas las mujeres y niños abandonen la ciudad, pero ellos rechazaron la propuesta y prefirieron quedarse con sus familiares y luchar, por lo que se le asignaron rangos y se formaron batallones compuestos por mujeres y niños.

### Batalla de Piribebuy
El 12 de agosto de 1869, unos 20.000 aliados llegaron a Piribebuy y la rodearon completamente, luego de eso, mandaron a un emisario para exigir la rendición a Caballero, pero el respondió «Estoy aquí para pelear y morir si es necesario, pero no para rendirme». 
Ese mismo día, la batalla comenzó con un fuerte bombardeo aliado sobre toda la ciudad, donde perecieron la mitad de los defensores, luego los aliados asaltaron la ciudad desde todas las direcciones, los paraguayos se resistieron ferozmente con todo lo que tenían a mano y lograron rechazarlos en dos ocasiones, pero debido a su superioridad numérica los aliados terminaron imponiéndose. 

Durante la batalla, un joven soldado paraguayo llamado Gervasio León hirió gravemente de un disparo a João Mena Barreto, uno de los comandantes brasileños que terminó muriendo horas después, cosa que enfureció mucho al Conde D'Eu, el comandante de las fuerzas brasileñas.

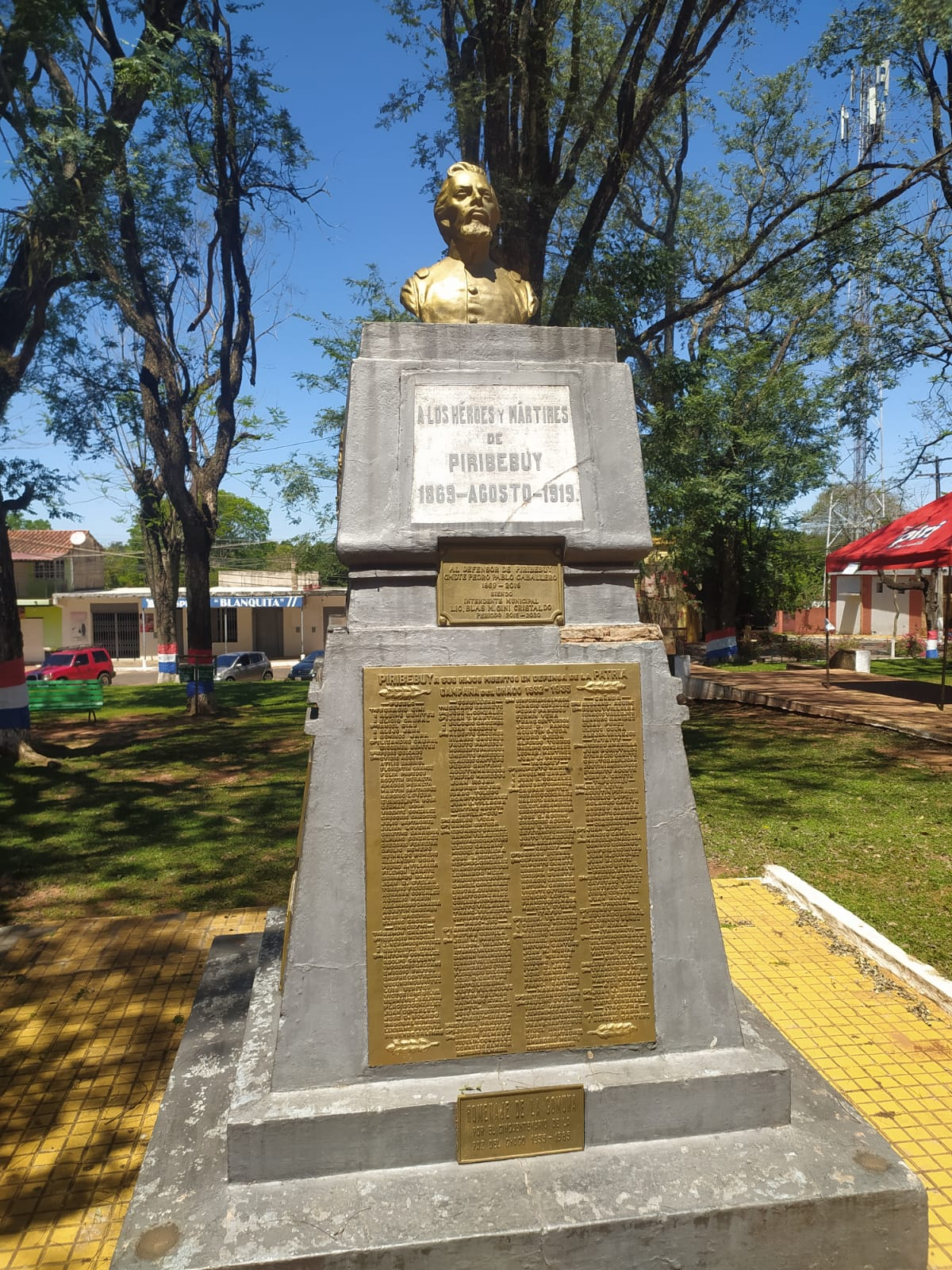
Monumento en honor a Pedro Pablo Caballero en Piribebuy.

### Muerte
Una vez finalizada la batalla, Caballero fue tomado prisionero, y como castigo por la muerte del comandante Mena Barreto, fue torturado y azotado para que se rinda y suplique por su vida, pero él no pronunció ninguna palabra, lo único que dijo fue «¡Viva el Paraguay!» por lo que el Conde D'Eu lo mandó ejecutar públicamente frente a su esposa y los demás prisioneros paraguayos. Algunos relatos afirman que ataron cada una de sus extremidades a 4 piezas de artillería y luego de ser azotado numerosas veces fue decapitado.

Representación artística de la ejecución de Pedro Pablo Caballero.

## Homenajes
En su honor, el Museo Histórico Pedro Pablo Caballero de Piribebuy lleva su nombre, además de una plaza y una calle. Mientras que en la ciudad de Asunción también existe una calle con su nombre.

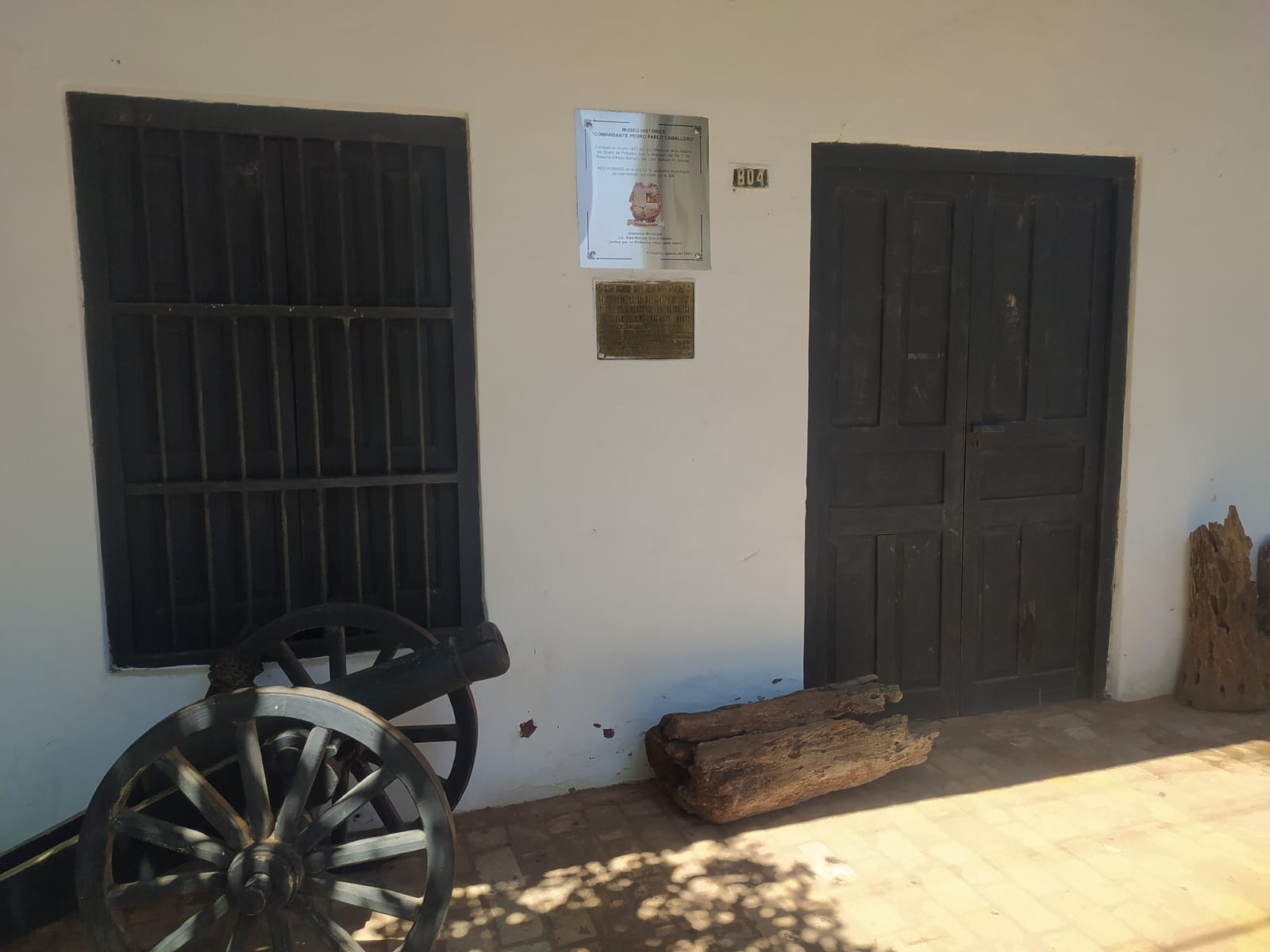
Museo Histórico Pedro Pablo Caballero.

## Cultura popular
Caballero aparece como uno de los protagonistas principales del cómic paraguayo Vencer o morir de Enzo Pertile.